# Liste der Stolpersteine in Löhne
In der Liste der Stolpersteine in Löhne werden die vorhandenen Gedenksteine aufgeführt, die im Rahmen des Projektes Stolpersteine des Künstlers Gunter Demnig bisher in der ostwestfälischen Stadt Löhne in Nordrhein-Westfalen verlegt worden sind.

## Verlegte Stolpersteine
| Bild | Inschrift, Person | Adresse                            | Verlegedatum  | Anmerkung |
| ---- | --- | ---------------------------------- | ------------- | --------- |
|      | Hier wohnte Marie Holtkamp Jg. 1896 eingewiesen Heilanstalt Gütersloh 'verlegt' 13.8.1941 Hadamar ermordet 13.8.1941 'Aktion T4'                                                       | Bahnhofstraße/Am Kamp (Standort)   | 19. Nov. 2016 |           |
|      | Hier wohnte Fritz Kröger Jg. 1908 eingewiesen Heilanstalt Gütersloh zwangssterilisiert 1938 Krankenhaus Oranienburg 1938 Sachsenhausen ermordet 10.1.1939                              | Börstelstraße 26 (Standort)        | 21. Dez. 2017 |           |
|      | Hier wohnte Marie Kassebaum Jg. 1889 eingewiesen 1933 Heilanstalt Gütersloh ermordet 3.2.1943                                                                                          | Ellerbuscher Straße 122 (Standort) | 19. Nov. 2016 |           |
|      | Hier wohnte Friederike Gärtner geb. Schweppe Jg. 1877 eingewiesen Heilanstalt Gütersloh 'verlegt' Heilanstalt Scheuern ermordet 10.12.1942                                             | Ellerbuscher Straße 129 (Standort) | 19. Nov. 2016 |           |
|      | Hier wohnte Wilhelm Rahde Jg. 1914 Zeuge Jehovas Kriegsdienst verweigert 1936 Festungshaft desertiert 23.4.1945 Todesurteil 30.4.1945 hingerichtet 1.5.1945 Perleberg                  | In den Ellern 12 (Standort)        | 19. Nov. 2016 |           |
|      | Hier wohnte Willi Joecks Jg. 1907 Zeuge Jehovas Kriegsdienst verweigert verhaftet Sept. 1940 Wehrmachtsgefängnis Berlin-Tegel Todesurteil 2.10.1940 hingerichtet 2.11.1940 Brandenburg | Siemshofer Kirchstraße             | 21. Dez. 2017 |           |
|      | Hier wohnte Johanne Clara Schierholz geb. Rürupsmüller Jg. 1900 eingewiesen Heilanstalt Gütersloh 'verlegt' 23.7.1941 Hadamar ermordet 23.7.1941 'Aktion T4'                           | Weihestraße 34 (Standort)          | 21. Dez. 2017 |           |
|      | Hier wohnte Marie Wilhelmine Sander Jg. 1891 eingewiesen Heilanstalt Gütersloh 'verlegt' 11.8.1941 Hadamar ermordet 11.8.1941 'Aktion T4'                                              | Werster Straße 73                  | 21. Dez. 2017 |           |